# Neulengbach und Plankenberg

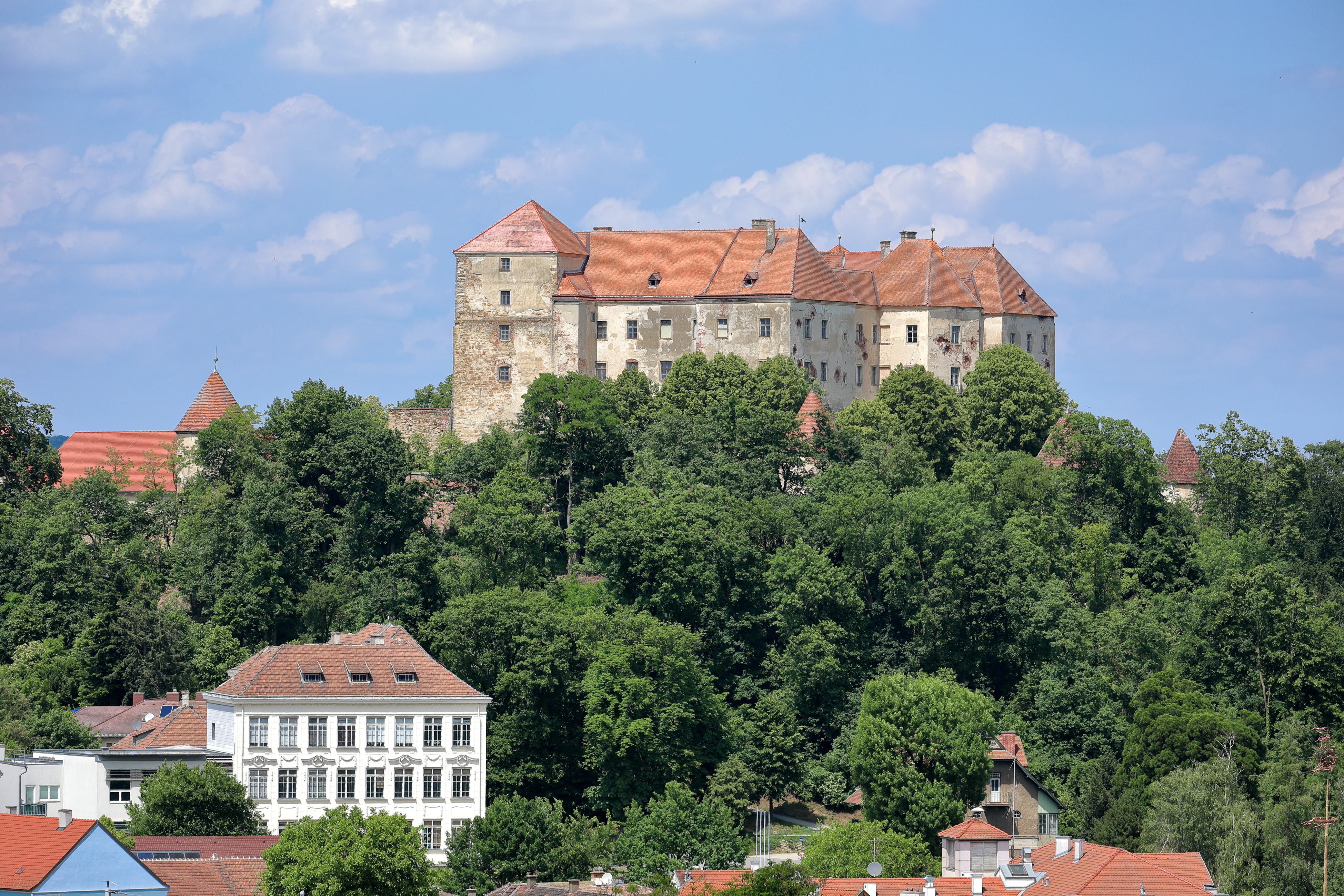
Schloss Neulengbach, Sitz der Verwaltung (2018)

Die Herrschaft Neulengbach und Plankenberg war eine Grundherrschaft im Viertel ober dem Wienerwald im Erzherzogtum Österreich unter der Enns, dem heutigen Niederösterreich.

## Ausdehnung
Die Herrschaft, zu der auch die Asperner und die Mauerbacher Gülte zählten, umfasste zuletzt die Ortsobrigkeit über Aichhof, Oberaichen und Unteraichen, Allberberg, Altenmarkt, Anzbach, Altanzing, Aschberg, Aspern, Au am Anzbach, Au bei Brand, Barbaholz, Bergern, Blankenberg, Bonnleithen, Brand, Brückelmühle, Burgstall, Buegthor, Christophen, Unterdambach, Doppel, Dorna, Dürrenhub, Ebersberg, Eck, Elsbach, Erla, Feld, Flohberg, Freilig, Furth, Gamesreith, Gießhübl, Glocknitz, Gottlosberg, Götzwiesen, Graben, Grossenberg, Grub, Gschaid, Gschwendt, Gumpesberg, Haag, Hagen, Hammetten, Hart, Heitzerhof, Hentzing, Herbstgraben, Hinterberg, Hinterholz, Hinterleithen, Hof, Höfa, Hofstadt, Holzhof, Humbluh, Hutten, Johannesberg, Kerschenberg, Kleinberg, Knag, Kogel, Kreisbach, Kreut, Kühberg, Laa, Laaben, St. Lorenz, Langenlebarn, Leithen, Altlengbach, Neulengbach, Lengbachel, Leutschberg, Loibersdorf, Ludmerfeld, Maiß, Manzing, Markersdorf, Matzelsdorf, Mayerhöfen, Michelndorf, Mitterndorf, Mosletzberg, Neustift, Niederndorf, Oberndorf, Ossarn, Ottenheim, Paltram, Panna, Pihra, Pödenau, Potzhammer, Raisbach, Raipoltenbach, Groß-Raßberg und Klein-Raßberg, Rauschhof, Rothenbucherhöh, Rudt, Sandmühl, Sattel, Schoderlöh, Schwertfegen, Sening, Starzing, Stein, Steinhäusel, Stocket, Stössing, Straß, Tausendblum, Unterthurn, Trainst, Umsee, Wasen, Großweinberg und Kleinweinberg, Weinzierl, Wimmersdorf, Winden, Oberwinden, Winkl, Wolfersdorf, Unterwolfsbach und Wurzwald. Der Sitz der Verwaltung befand sich im Schloss Neulengbach.

## Geschichte
Letzter Inhaber der Familienfideikommissherrschaft war Karl Johann Anton von Liechtenstein, der 1806 als Dreijähriger nominell die Regentschaft über das Fürstentum Liechtenstein erhielt und diese bis 1813 innehatte, wofür er die Herrschaft Neulengbach als Tertiogenitur erhielt. Nach den Reformen 1848/1849 wurde die Herrschaft aufgelöst.